# Origens
Origens é uma telenovela portuguesa transmitida pela RTP. Foi escrita por Francisco Nicholson e realizada por Nuno Teixeira. Com 120 episódios, a transmissão original foi de 4 de Abril a 20 de Setembro de 1983, no horário seguido ao "Telejornal", às 20 e 30 ou às 21 horas.. Foi também a primeira telenovela musical exibida pela RTP.

## Sinopse
Tudo começa na cidade turbulenta de Lisboa, no ano da Graça de 1983, cidade cheia de barulho e poluição, onde vive o arquitecto Luís Martinho (Nicolau Breyner), homem de mau feitio, mas boa pessoa. Trabalha com o seu colega José Dourado (Tozé Martinho) e com os secretários Gabriela (Ana Filipe Nogueira) e Firmino (João de Carvalho). Este último tem aulas de música com o Professor Gaspar (Rui de Carvalho), professor que convive com Luís na casa dele e às vezes faz as suas aulas lá. Gaspar tem variados colegas na escola onde trabalha: o Professor (Henrique Santos), o mais antigo da escola; Ofélia (Mariana Rey Monteiro), que trabalha a dar aulas de violoncelo para obter dinheiro para sustentar a sua irmã paralítica há 30 anos, - Julieta (Glória de Matos) - mulher por quem Gaspar tem um sentimento muito profundo, que chega a ser amor; a Patrícia (Paula Guedes), namorada actual de Luís, filha da merceeiro Emília (Manuela Maria), que tem um negócio de mercearia perto da casa de Luís, em conjunto com a criada Mila (Lurdes Silva), cuja cliente mais assídua é Mimi (Isabel Mota). Patrícia é professora na mesma escola onde trabalham Gaspar e Ofélia, tendo como amiga a professora Cláudia (Filipa Trigo), e de vez em quando tem ataques de ciúmes por causa de Luís deixar trazer alunas de Gaspar, que tem educação musical com ele, pensando ela que Luís anda a traí-la.
Para além desta vida atribulada, como se não bastasse, Luís tem uma filha, chamada Filipa (Marta Esquível), fruto do casamento anterior que teve com Teresa (Lia Gama), a mulher que teve mais tempo casada com Luís pelo amor que sentiu por ele. Teresa, depois do divórcio, ficou com Filipa por decisão judicial, e Filipa passou a ser o centro das suas preocupações, por frequentar companhias inconvenientes para a mãe. As companhias são os músicos Afonso (Joel Branco), Henrique (Jorge Nery) e Nuno (Nuno Homem de Sá) - alunos de Gaspar que andam a trabalhar numa produtora discográfica que anda a gravar uma cantora, filha do produtor discográfico Aníbal (Asdrúbal Teles Pereira), que está a tentar gravar uma canção da autoria de Afonso e Henrique, mas a sua voz é péssima - o baterista Mãozinhas, de seu nome André Freitas (Virgílio Castelo), e o toxicodependente Nando (António Feio), que passa a vida a injetar-se com drogas de todo o género e não pode ir a um centro de desintoxicação, pois está dependente do traficante Hernandez (Dorel Iacobescu), e está a ser procurado pela polícia por já ter participado num assalto. Filipa tenta ajudá-lo e os seus amigos também, mas em vão. São razões para Teresa se preocupar, mas Dourado vai conciliar-se com ela, pois vê que ela precisa de outro homem, mas está dividido entre ela e a Gabriela.
Em pior situação está a família Teles, proprietária de um hotel prestigiado mas em decadência aparente, hotel esse que tem como funcionários e moradores a antiga criada Esmeralda (Maria Helena Matos), o rececionista Juvenal (Carlos Vieira de Almeida), o guarda-portão Alfredo (Luís Cerqueira), o gerente Américo Fernandes (António Montez) e a criada Justina (Cremilda Gil). O proprietário faleceu e os herdeiros diretos são o filho Francisco (Curado Ribeiro), casado com Júlia (Florbela Queiroz), também herdeira da fortuna, e a filha que reside no estrangeiro, Sara (Helena Isabel). Francisco quer resolver o assunto mas há um grave problema: um homem sem escrúpulos, que não olha a meios para atingir os seus fins, chamado Mourato (Varela Silva), casado com a gananciosa Cassilda (Rosa Lobato de Faria), quer adquirir a todo o custo os terrenos do hotel, para mandar fechá-lo e revender o terreno para desenvolvimentos imobiliários. Quem está ansioso por isso também é Fernandes, que está combinado com Cassilda. Francisco, por ter uma dívida de 5:000.000$00 (cinco mil contos) para pagar a Mourato, está praticamente nas suas mãos. Júlia faz do seu marido gato-sapato e começa a seduzir Mourato.
Por todas as questões ligadas às dívidas, partilhas e heranças, Sara é solicitada a regressar a Portugal a pedido do seu advogado, Duarte (Rui Mendes), homem que trabalha muito, casado com Paula (Catarina Avelar), com dois filhos: João (Álvaro Faria),  e Pedro (Luís Modesto). Duarte, há algum tempo sem relações de qualquer género com Paula, decide pedir o divórcio, pois está apaixonado pela sua secretária Rosário (Mafalda Drummond). Mas João, o filho mais velho, não está de acordo com o divórcio, e será um entrave na vida de Paula e Duarte. Sara é um bocado fria e calculista, o que provoca a ira de Duarte, mas vai investigar o caso da sua família e faz uns passeios, para ver onde estão as suas ORIGENS.

## Actores
- Adelaide João - Hermínia
- Álvaro Faria - João
- Amadeu Caronho - Recepcionista
- Amílcar Botica - Padre que celebra o casamento de Dourado e Gabriela
- Ana Filipe Nogueira - Gabriela
- Ana Paula Belo - Sécia
- António Aldeia - Agente da PJ
- António Feio - Nando
- António Martinho - Filho de Dourado
- António Montez - Américo Fernandes
- Armando Venâncio - Manuel
- Asdrúbal Teles Pereira - Aníbal
- Baptista Fernandes - Dr. Bruno
- Bárbara Gouveia - Rosinha
- Carlos Pierre - Alberto
- Carlos Vieira de Almeida - Juvenal
- Catarina Avelar[1] - Paula Mendes
- Catarina Rebelo - Nucha
- Cláudia Cadima - Filomena
- Cremilda Gil - Justina
- Cristina Oliveira - Celeste
- Curado Ribeiro - Francisco Teles
- Fernando de Almeida - Locutor
- Diogo Vasconcelos - Amadeu (creditado como Diogo Vasconcelos e Sá)
- Dorel Iacobescu - Hernandez
- Doris Himmer - Doris
- Dulce Guimarães - Máli
- Eduardo Viana - Inspector Albuquerque
- Fátima Isabel - Alménia
- Filipa Trigo - Cláudia
- Filipe Crawford - Sempre-em-pé
- Florbela Queiroz - Maria Júlia Teles
- Francisco Macedo - Isaac
- Francisco Nicholson - Xavier
- Glória de Matos - Julieta Fonseca
- Graça Braz - Jovem
- Helena Alvarez - Isabel
- Helena Isabel[6] - Sara Teles
- Henrique Pinho - Gualdino
- Henrique Santos - Professor Amílcar Santos
- Isabel Mota - Mimi
- Jacinto Ramos - Dr. Samuel Mota
- João de Carvalho[7] - Firmino
- Joel Branco[1] - Afonso
- Jorge Nery - Henrique
- José A. Pinto - Agente da PJ
- José Ochôa - Médico de Filipa
- Lia Gama - Teresa
- Luís Cerqueira - Alfredo
- Luís Modesto - Pedro
- Luís Pavão - Sorna
- Lurdes Silva - Mila
- Mafalda Drummond - Rosário
- Magda Cardoso[1] - Marta
- Manuel Coelho - Maestro
- Manuel Seleiro - Álvaro
- Manuela Maria - Emília
- Maria Clementina - Maria
- Maria Clara Fernandes - Olga
- Maria de Jesus Marques - Adelina
- Maria Helena Matos - Esmeralda
- Maria João Grancha - Maria João
- Maria Salomé Guerreiro - Mamã
- Mariana Rey Monteiro - Ofélia Fonseca
- Marta Esquível - Filipa Martinho
- Miucha - Miucha
- Morais e Castro - Dr. Maurício da Fonseca
- Nicolau Breyner[1][8] - Luís Martinho
- Nuno Homem de Sá - Nuno
- Paula Guedes - Patrícia
- Paula Lima - Noémia
- Paula Nunes - Marília
- Pedro Pinheiro - Juiz
- Rita Martinho - Filha de Dourado
- Rita Pavão - Fá
- Rogério Paulo - Silvestre
- Rosa Lobato de Faria[9] - Cassilda Lopes
- Ruy de Carvalho - Gaspar
- Rui Mendes[10] - Duarte Mendes
- Sofia Nicholson[11] - Cliente do Mini-mercado
- Tareka - Enfermeira
- Thereza Ramalho - Adelaide
- Thom Sheehan - Peter
- Tozé Martinho - José Dourado
- Varela Silva - Alberto Morato
- Virgílio Castelo[1][12] - Mãozinhas / André Freitas

## Banda Sonora
A composição "Origens" de Francisco Nicholson e Thilo Krassman, foi interpretada pelo cantor João Braga.